# Ya'an
Ya'an is een stadsprefectuur in de zuidwestelijke provincie Sichuan, Volksrepubliek China. Door het Ya'an loopt de nationale weg G318.